# فولکس‌واگن گلف
فولکس‌واگن گلف (Volkswagen Golf) یک خودروی خانوادگی کوچک (خودروی کامپکت) تولید شده از سال ۱۹۷۴ توسط فولکس‌واگن آلمان می‌باشد، که در سراسر جهان در طول هفت نسل، در پیکربندی‌های مختلف بدنه و تحت نام‌های مختلف - مانند فولکس‌واگن ربیت (Volkswagen Rabbit) در ایالات متحده و کانادا (MK1 و MK5)، و به عنوان فولکس‌واگن کیریبی (Volkswagen Caribe) در مکزیک (MK1) به بازار عرضه شده‌است.
گلف MK1 اصلی یک خودروی محورجلو بود. از لحاظ تاریخی، گلف پرفروش‌ترین مدل فولکس‌واگن و دومین مدل پرفروش در جهان، با بیش از ۲۹ میلیون دستگاه در ۲۰۱۲ است.

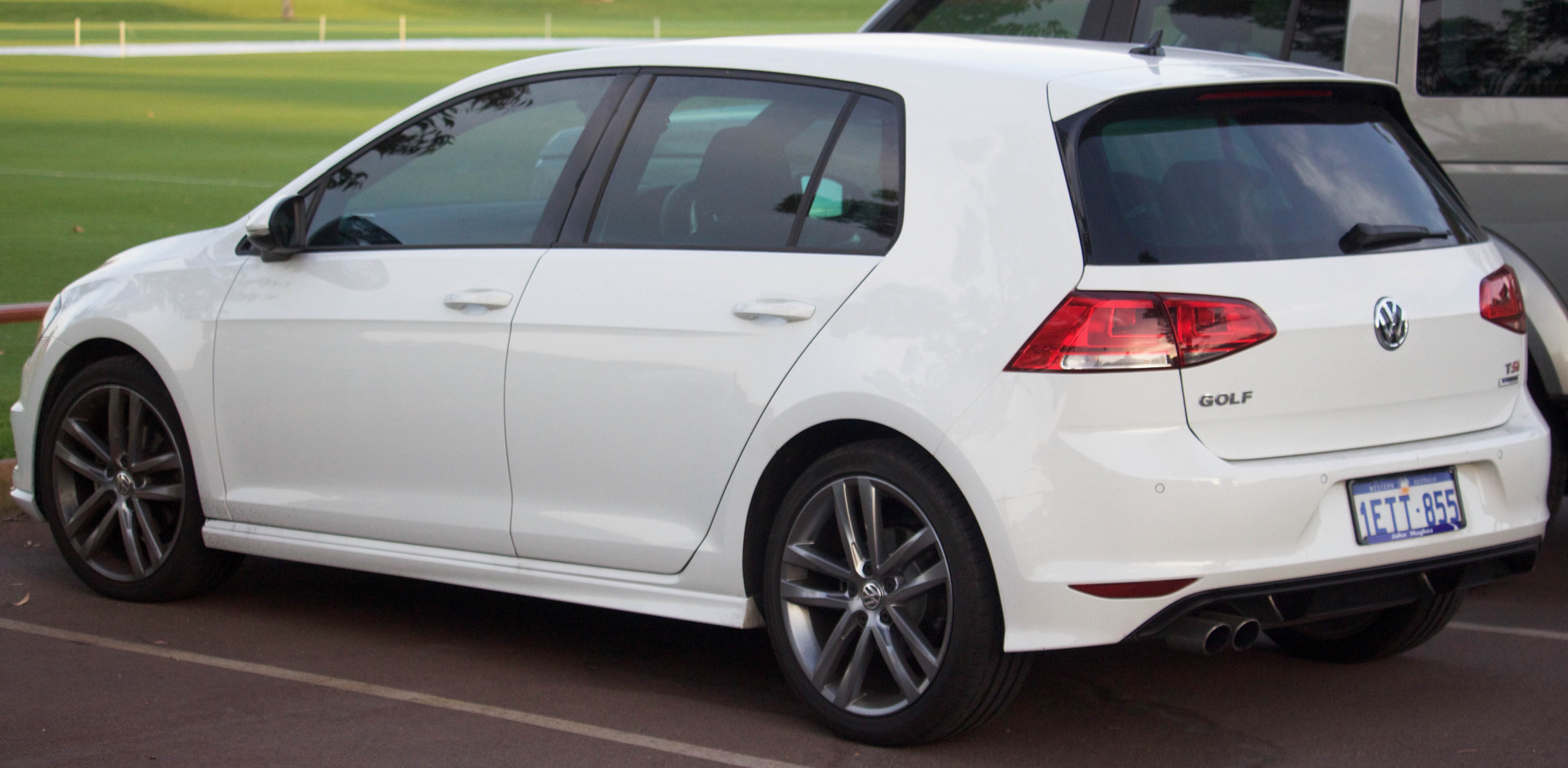
فولکس‌واگن گلف آر

ابتدا، بیشتر تولید گلف در سبک هاچ‌بک ۳ در بود. انواع دیگر شامل یک هاچ‌بک ۵ در، استیشن واگن (وریانت، از سال ۱۹۹۳)، خودروی کروکی (کبریولت و کبریو، ۱۹۷۹–۲۰۰۲، کبریولت، ۲۰۱۱-اکنون)، و یک سدان ناچ‌بک گلف می‌باشد، که با نام‌های مختلف فولکس‌واگن جتا، فولکس‌واگن ونتو (از سال ۱۹۹۲) یا فولکس‌واگن بورا (از سال ۱۹۹۹) وجود دارد. این اتومبیل بسیاری از بخش‌های بازار، از پایه یک ماشین شخصی، تا یک هات هاچ با عملکرد بالا را پر کرده‌است.
فولکس‌واگن گلف جوایز بسیاری در طول تاریخ خود به دست آورده‌است. فولکس‌واگن گلف خودروی سال جهان را در سال ۲۰۰۹، با فولکس‌واگن گلف ام‌کا۶ و در سال ۲۰۱۳ با فولکس‌واگن گلف ام‌کا۷ به دست آورد. گلف یکی از تنها سه اتومبیل، در میان دیگران یعنی رنو کلیو و اوپل/واکسهال آسترا است، که رای خودروی سال اروپا را دو بار، در سال ۱۹۹۲ و ۲۰۱۳ به دست آورده‌است. فولکس‌واگن گلف در لیست سالانه ۱۰ بهترین ماشین و راننده چندین بار انتخاب شده‌است. گلف ام‌کا ۷ جایزه خودروی سال ترند موتور را در سال ۲۰۱۵ به دست آورد، و Mk1 GTI نیز در سال ۱۹۸۵ موفق به کسب جایزه شد (با توجه به این که در پنسیلوانیا ساخته شده‌است)

## نگارخانه

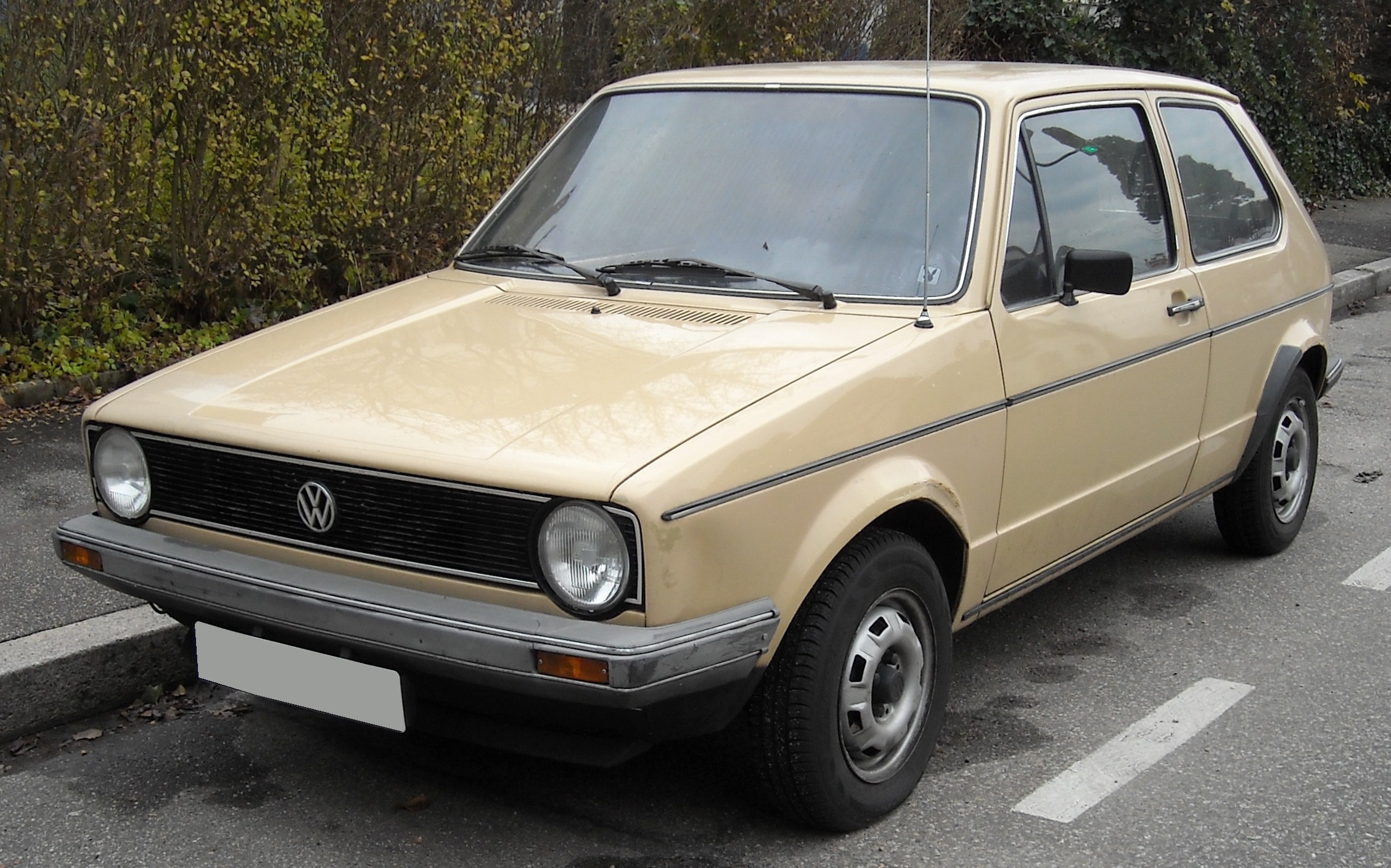
فولکس‌واگن گلف ام‌کا۱
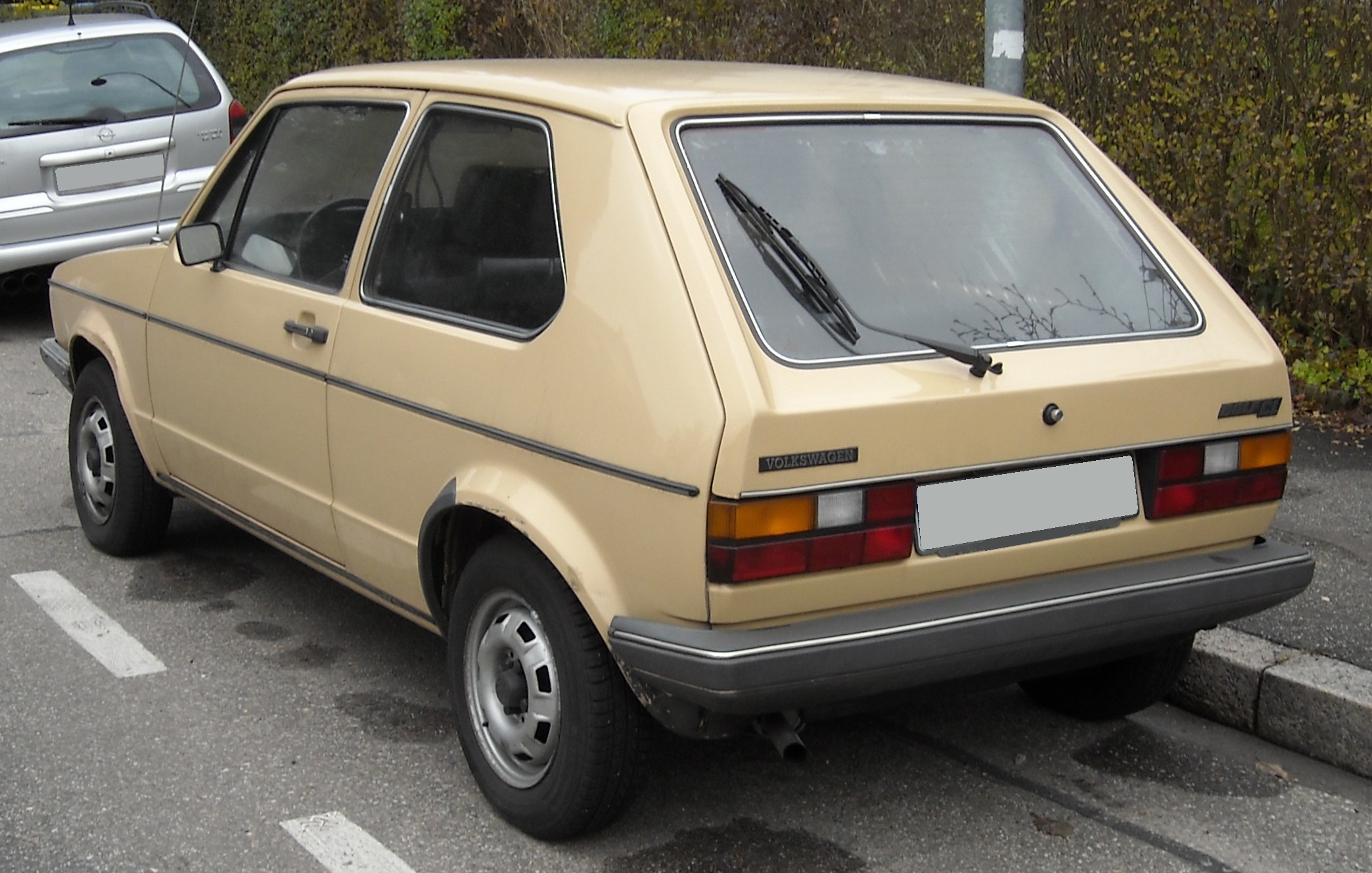
فولکس‌واگن گلف ام‌کا۱
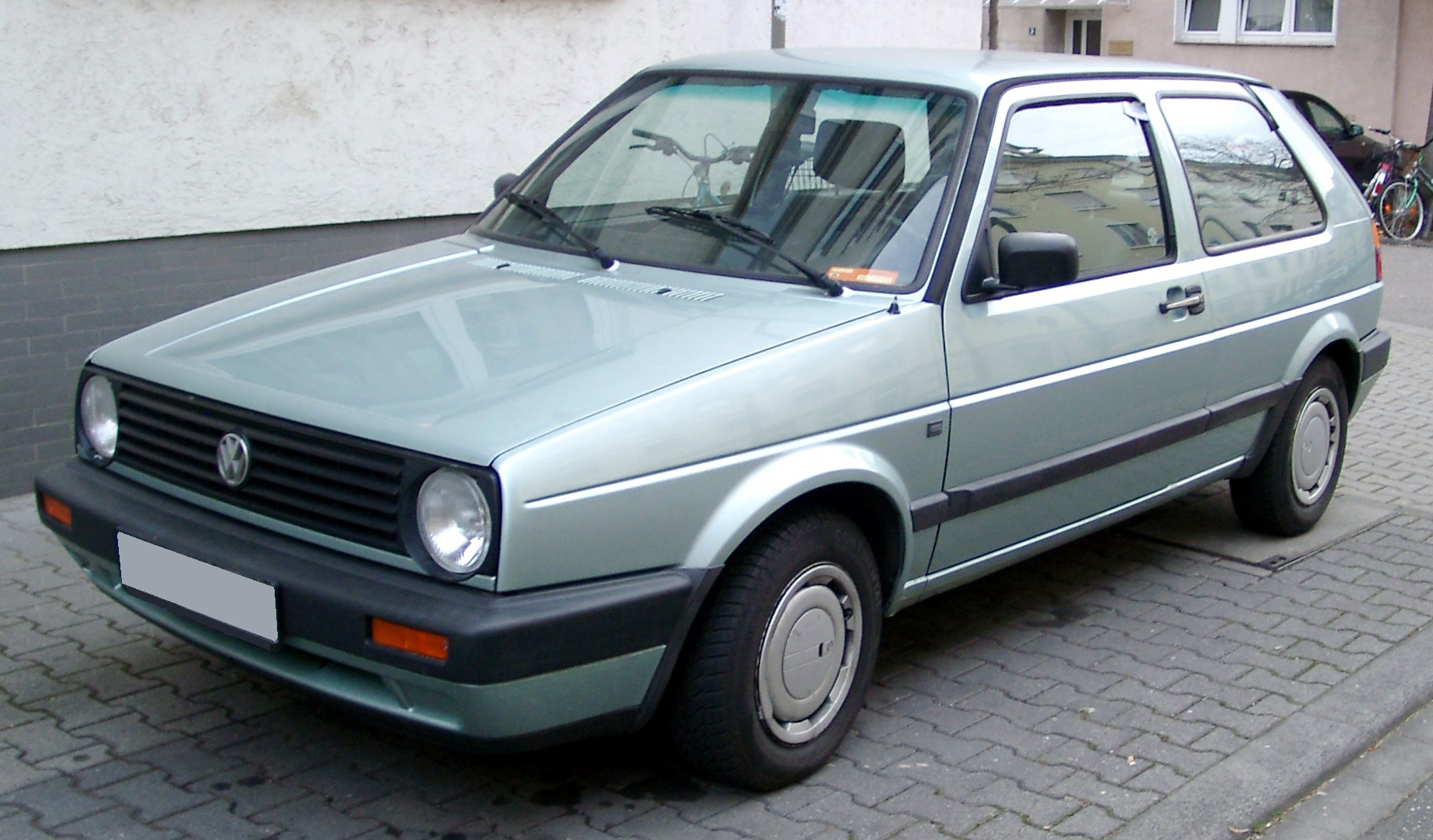
فولکس‌واگن گلف ام‌کا۲
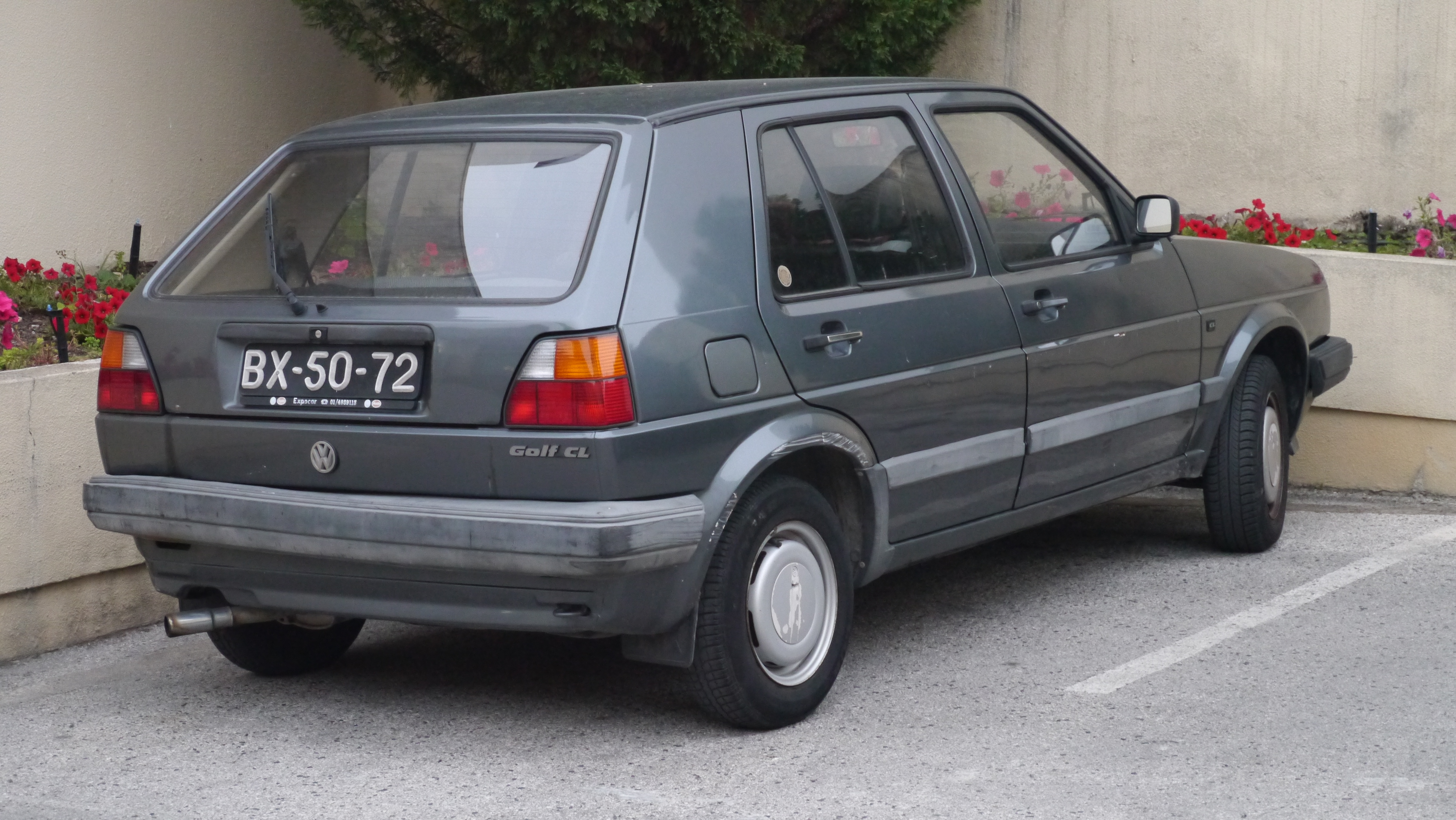
فولکس‌واگن گلف ام‌کا۲
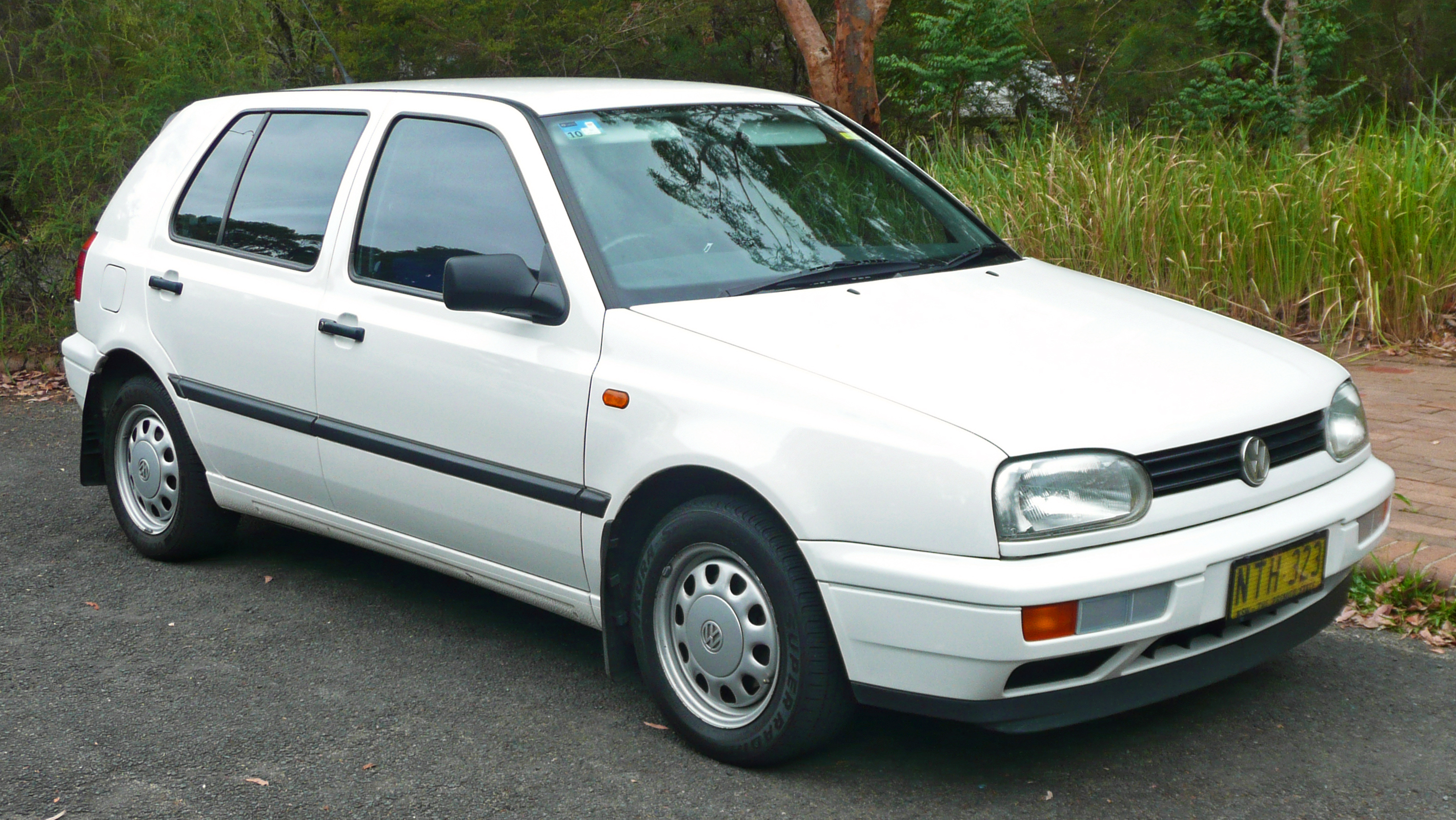
فولکس‌واگن گلف ام‌کا۳
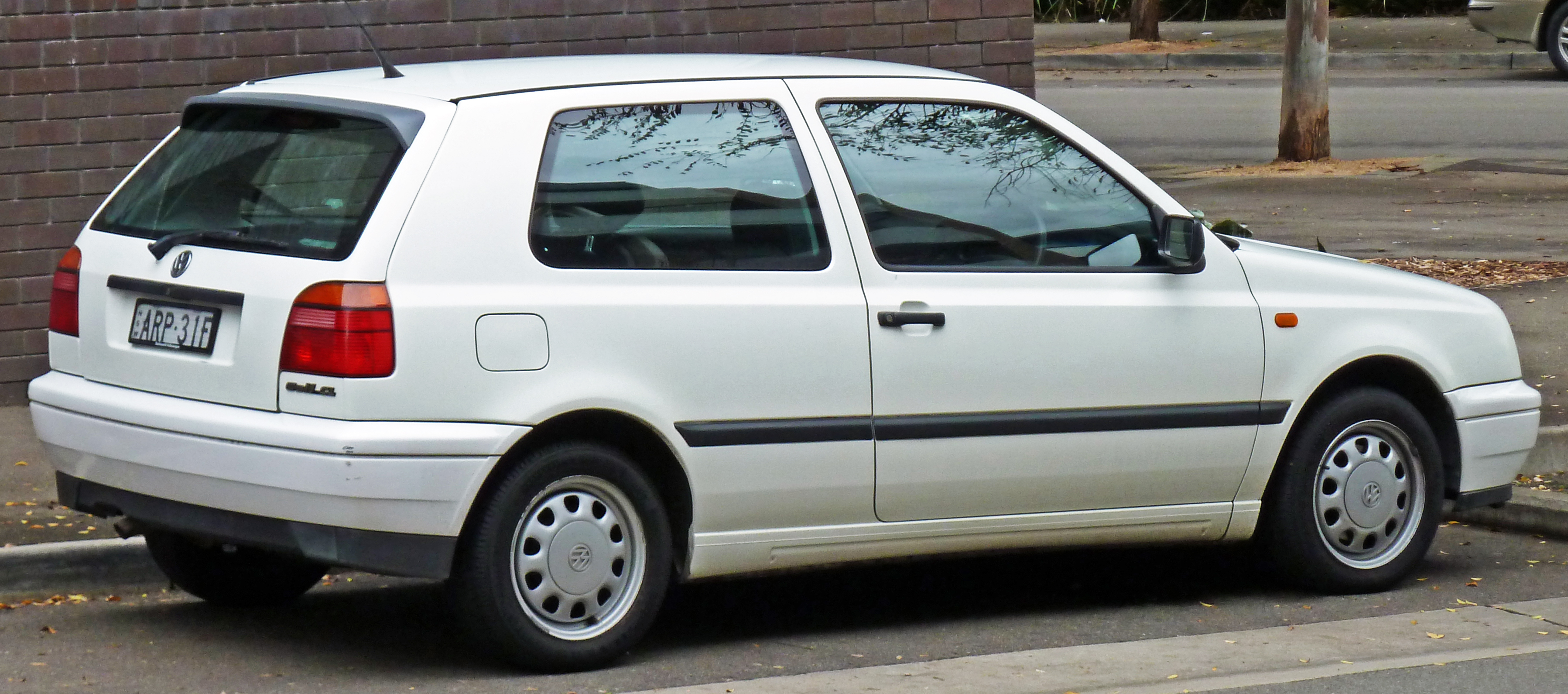
فولکس‌واگن گلف ام‌کا۳
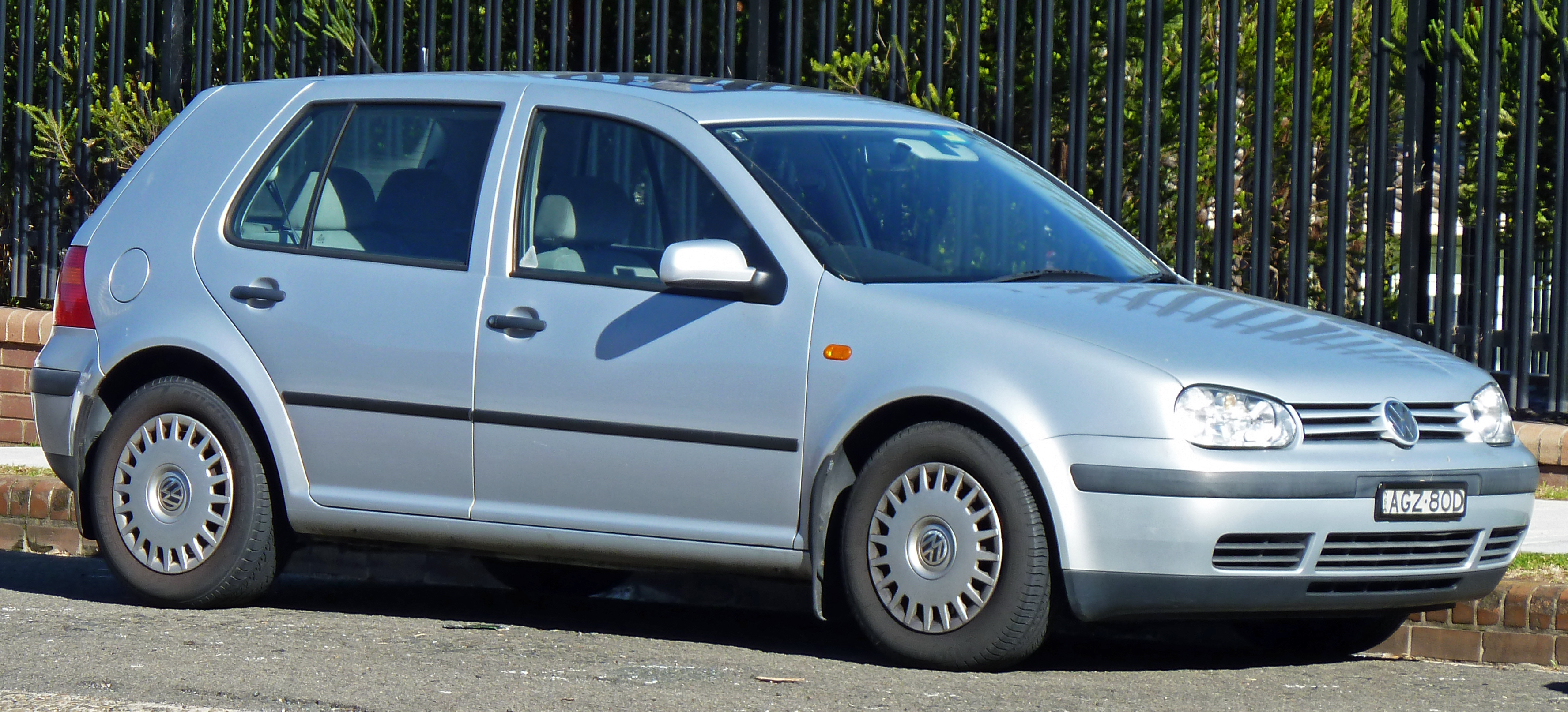
فولکس‌واگن گلف ام‌کا۴
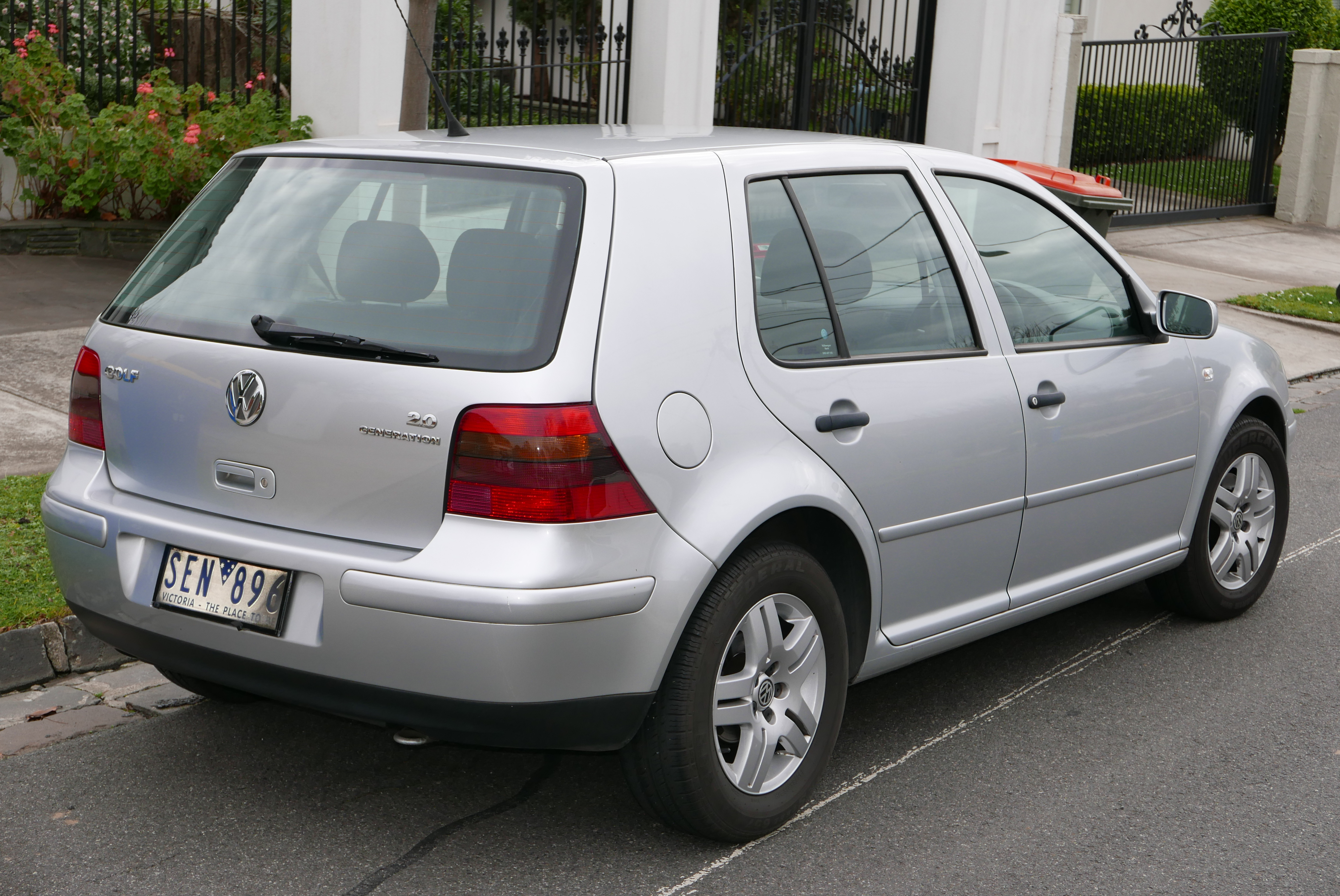
فولکس‌واگن گلف ام‌کا۴
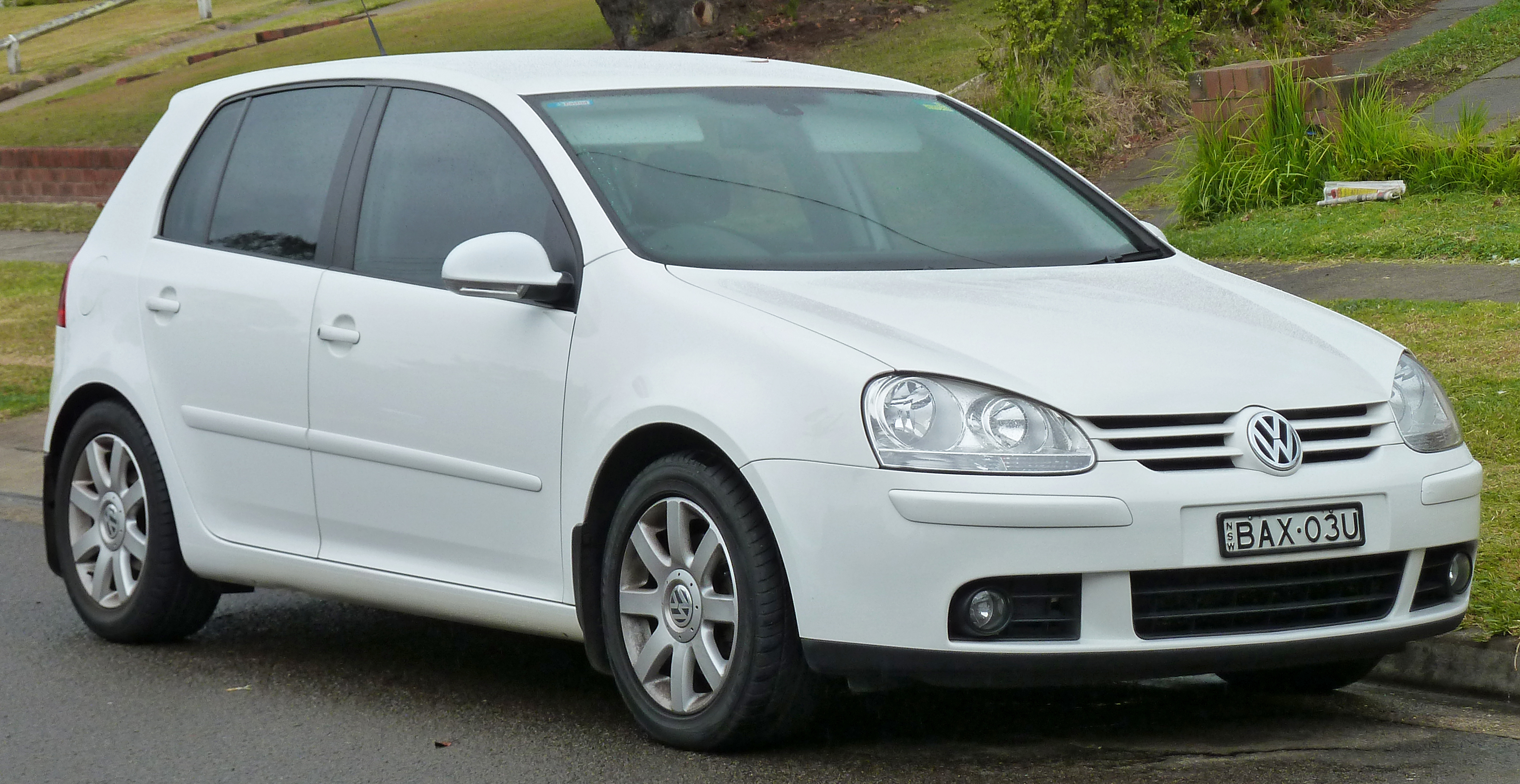
فولکس‌واگن گلف ام‌کا۵
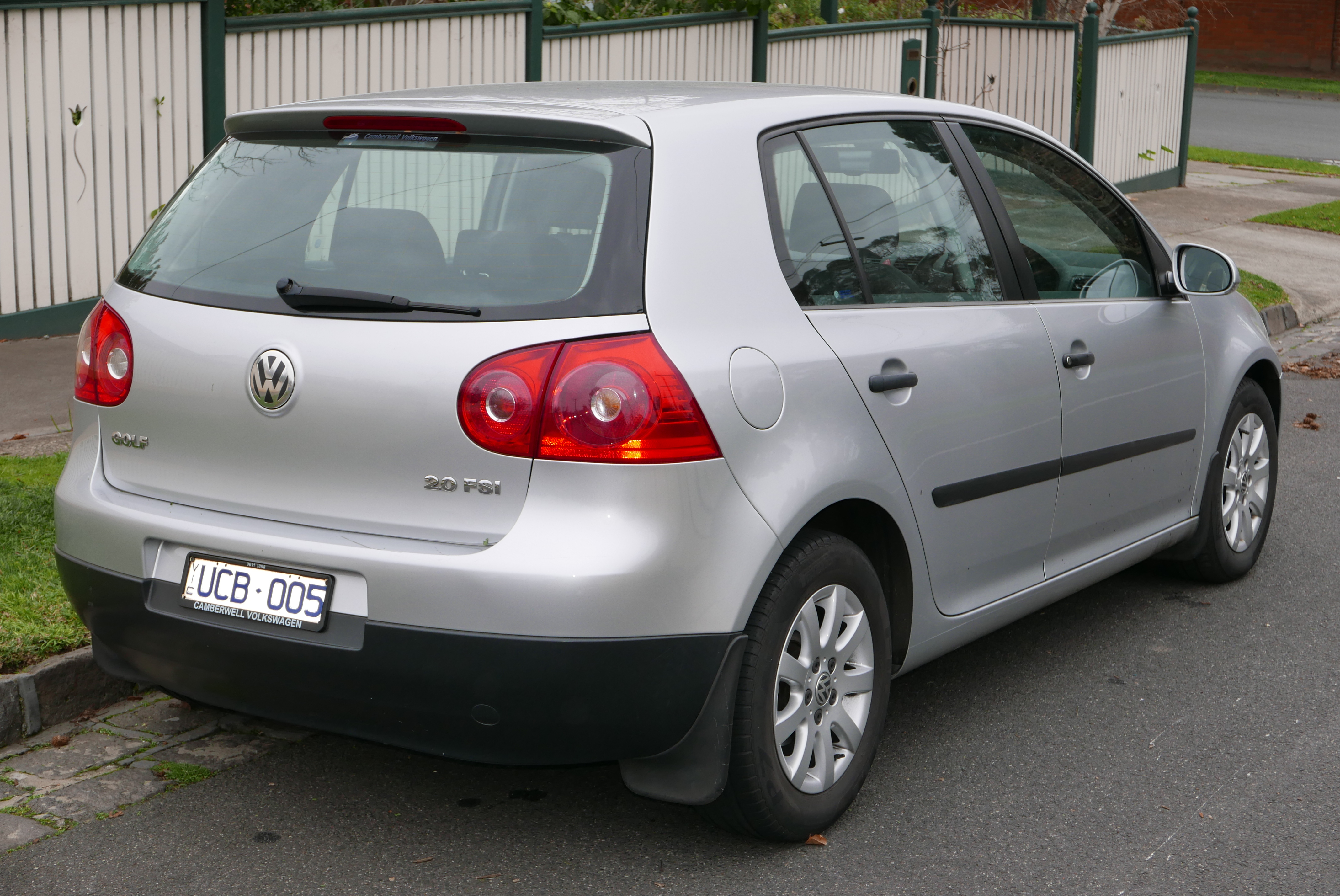
فولکس‌واگن گلف ام‌کا۵
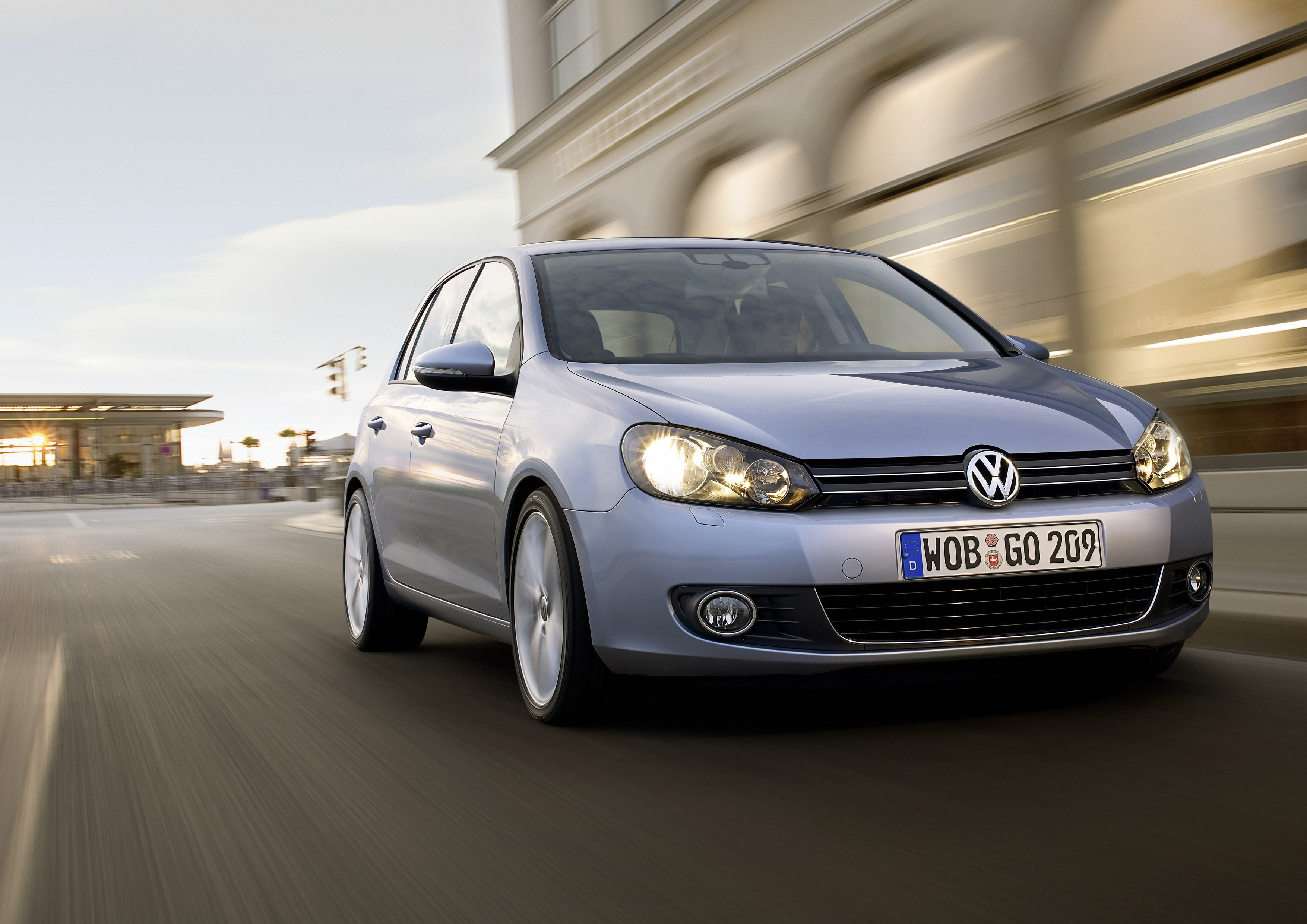
فولکس‌واگن گلف ام‌کا۶
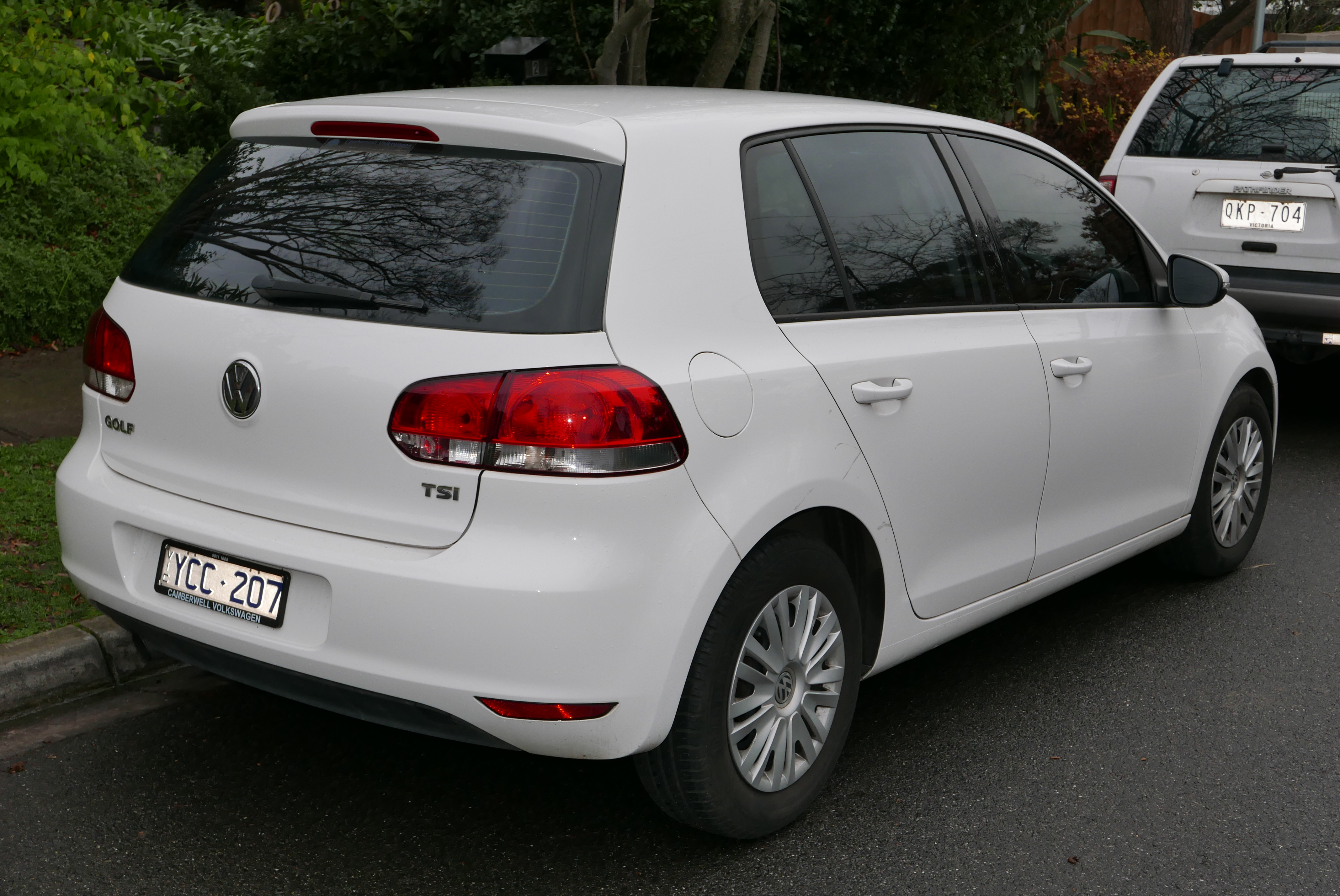
فولکس‌واگن گلف ام‌کا۶
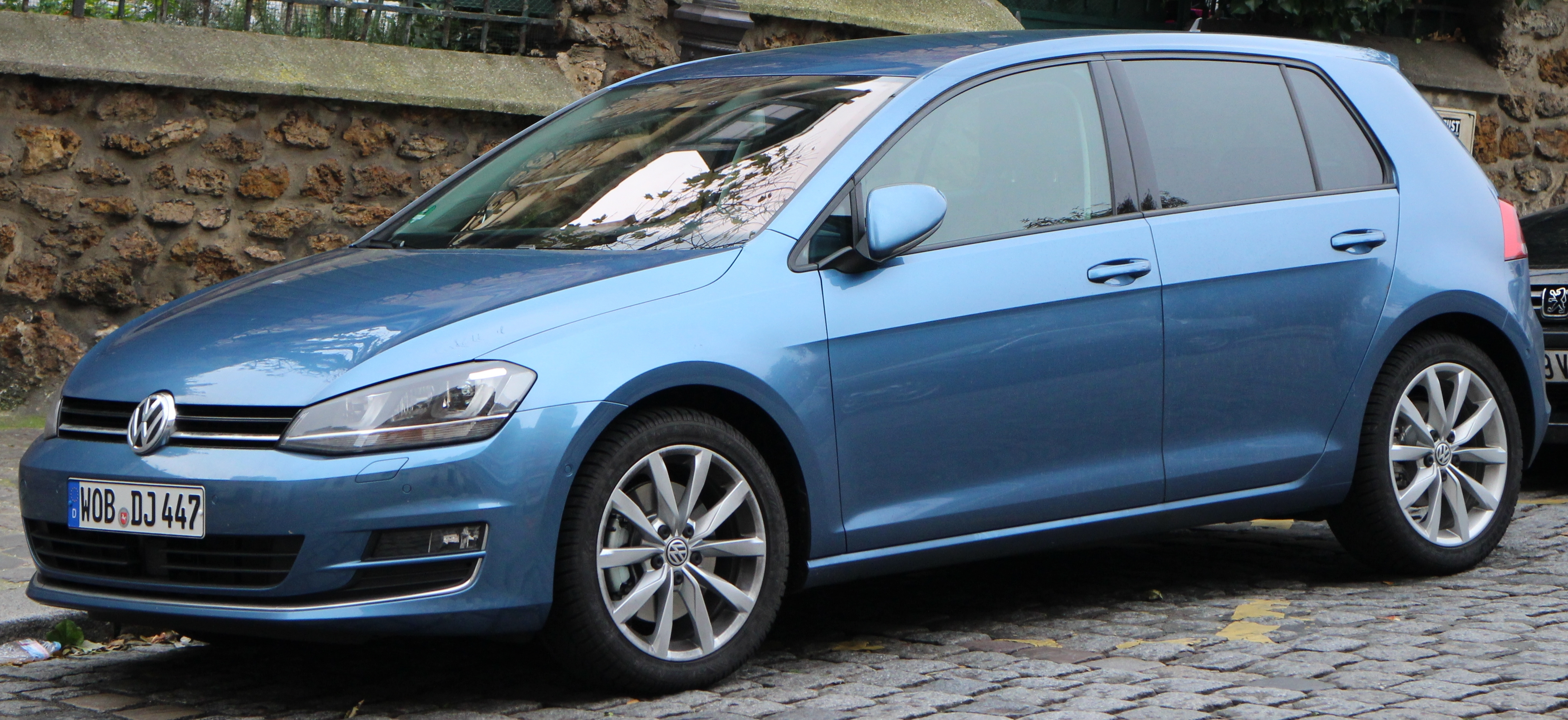
فولکس‌واگن گلف ام‌کا۷
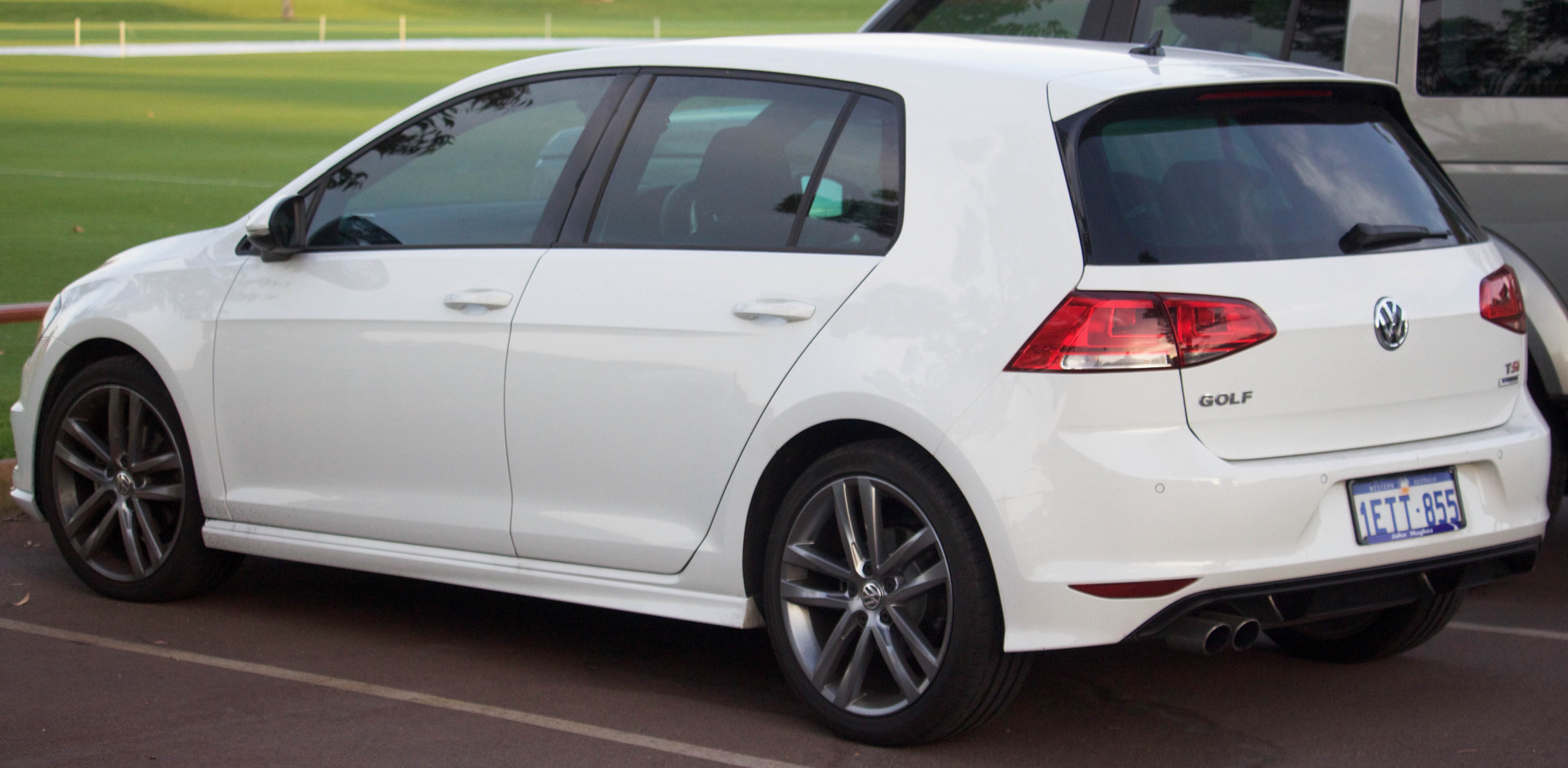
فولکس‌واگن گلف ام‌کا۷
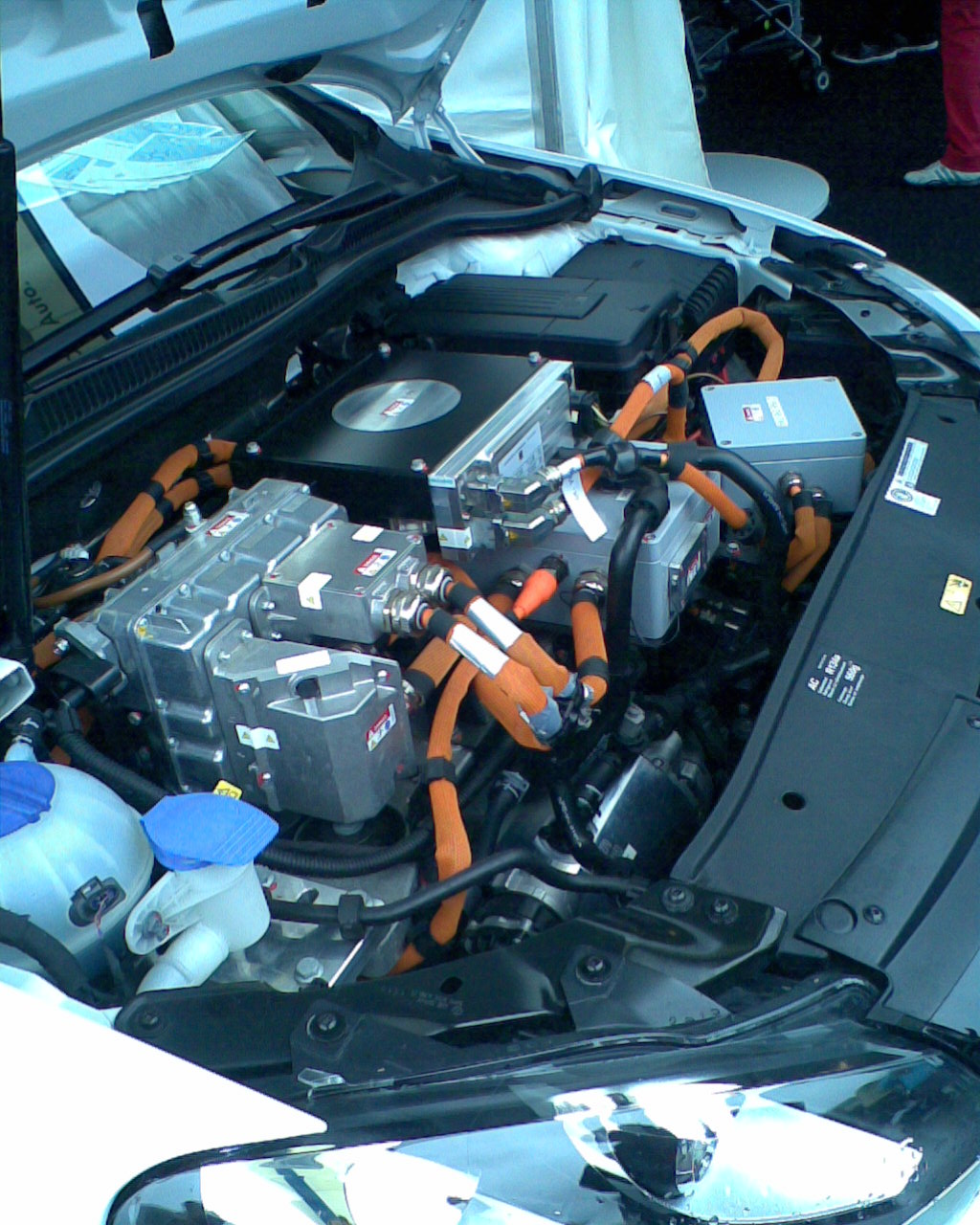
موتور الکتریکی مفهومی گلف
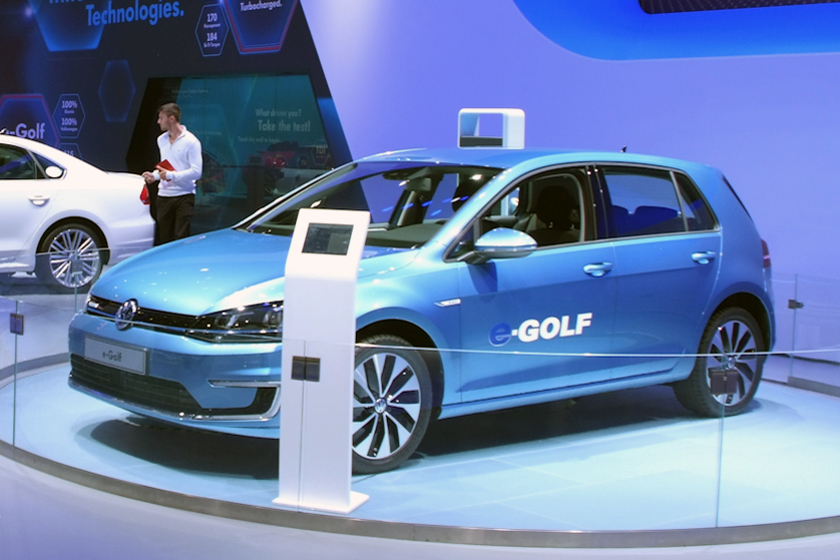
فولکس‌واگن ئی-گلف
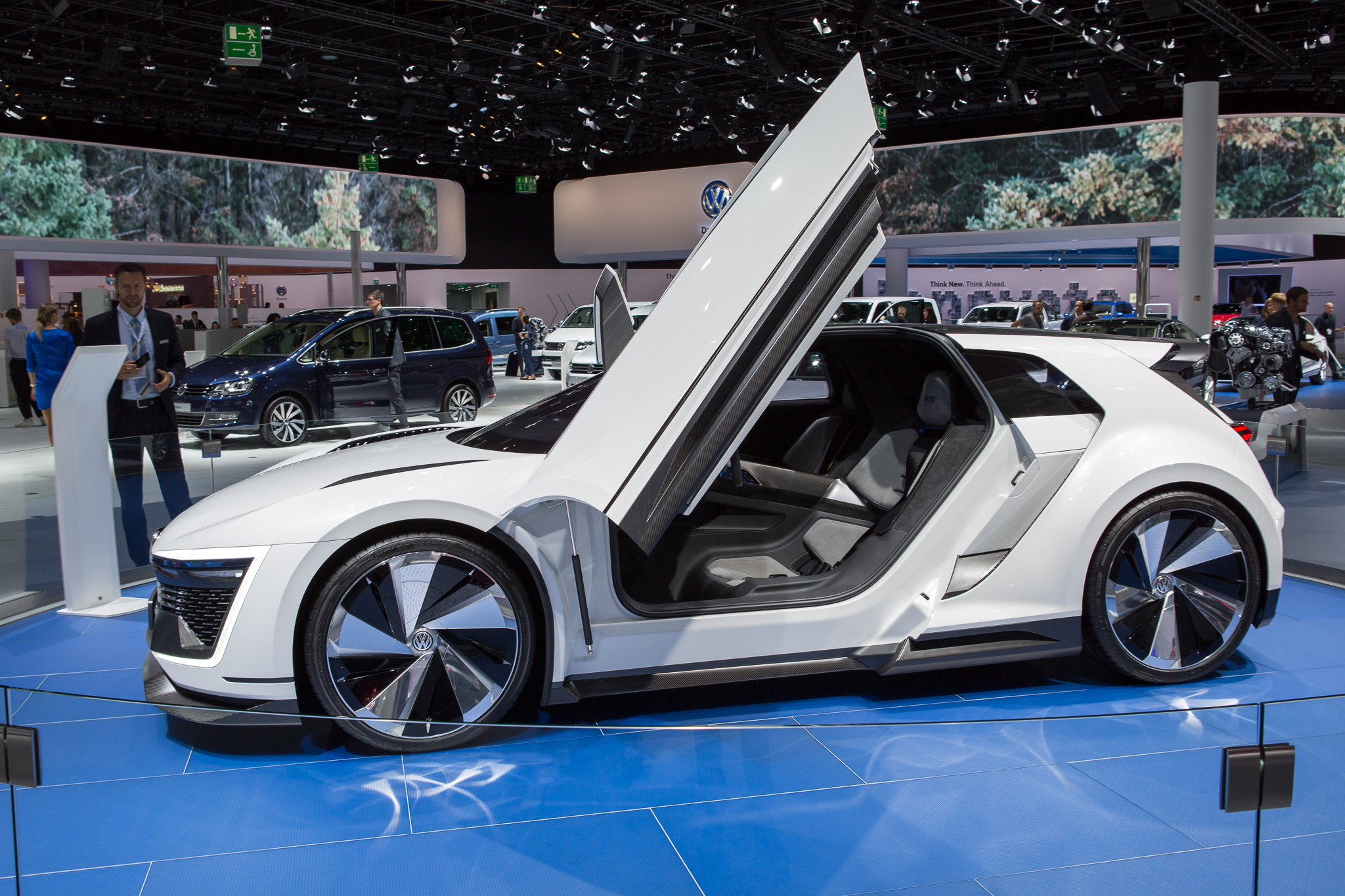
فولکس واگن گلف GTE Sport در IAA 2015